# Chaetodon flavocoronatus
Chaetodon flavocoronatus là một loài cá biển thuộc chi Cá bướm (phân chi Roaops) trong họ Cá bướm. Loài này được mô tả lần đầu tiên vào năm 1980.

## Từ nguyên
Tính từ định danh flavocoronatus được ghép bởi hai âm tiết trong tiếng Latinh: flavus ("có màu vàng") và coronatus ("mang vương miện"), hàm ý đề cập đến dải màu vàng nằm trên đỉnh đầu của loài cá này.

## Phạm vi phân bố và môi trường sống
C. flavocoronatus là loài đặc hữu của quần đảo Mariana, được tìm thấy ở cả Saipan (Bắc Mariana) và Guam.
C. flavocoronatus sống tập trung trên các rạn viền bờ, nơi có hải lưu chảy mạnh với sự phát triển phong phú của san hô mềm và san hô đen, được tìm thấy ở độ sâu khoảng 35–80 m.

## Mô tả
C. flavocoronatus có chiều dài cơ thể lớn nhất được ghi nhận là 12 cm. Loài này có hai màu, được ngăn cách bởi một đường chéo từ lưng trước xuống phía dưới thân sau: vùng thân trên có màu đen, còn vùng thân dưới chiếm phần lớn hơn, có màu trắng nhiều chấm đen. Đầu có một vệt vàng băng dọc qua mắt, một đốm vàng trên mõm. Vây lưng và nửa sau của vây hậu môn có màu đen, riêng vây lưng có dải vàng dọc theo phần rìa và nửa trước của vây hậu môn màu trắng. Vây đuôi màu vàng. Vây bụng trắng. Đỉnh đầu có dải vàng băng ngang.
Số gai ở vây lưng: 13; Số tia vây ở vây lưng: 20; Số gai ở vây hậu môn: 3; Số tia vây ở vây hậu môn: 16; Số gai ở vây bụng: 1; Số tia vây ở vây bụng: 5.

## Phân loại học
C. flavocoronatus hầu như không khác biệt nhiều so với Chaetodon tinkeri, ngoại trừ việc C. flavocoronatus có thêm vệt vàng đặc trưng trên đỉnh đầu và dải vàng ở mắt nằm hơi xiên (không thẳng đứng như C. tinkeri). C. flavocoronatus và Chaetodon burgessi có chung một đặc điểm là có một dải nằm trên đầu, nhưng dải này ở C. burgessi là màu đen.
Quần đảo Mariana không phải là phạm vi phân bố tự nhiên của cả C. tinkeri và C. burgessi, nhưng theo các hải lưu mà nhiều cá thể lang thang đã được bắt gặp tại khu vực này, và nhiều khả năng C. flavocoronatus là con lai giữa chúng do mang kiểu hình trung gian giữa C. tinkeri và C. burgessi. Nếu đúng như vậy, việc cách ly sinh sản ở Mariana đã giúp C. flavocoronatus phát triển mạnh và trở thành một đơn vị phân loại hợp lệ.
Ngoài ra, nhiều cá thể mang kiểu hình của C. flavocoronatus đã được bắt gặp tại Tarawa (quần đảo Gilbert, Kiribati) và Majuro (quần đảo Marshall). Tuy nhiên, C. tinkeri chưa bao giờ được biết đến tại khu vực Micronesia, thay vào đó là Chaetodon declivis, một loài rất giống với C. tinkeri nhưng vùng thân trên có màu vàng nâu đến từ quần đảo Line. Có lẽ tại Micronesia, C. declivis và C. burgessi đã lai tạp với nhau và tạo ra con lai có kiểu hình tương tự C. flavocoronatus "thực sự".
Vì vùng Micronesia (trừ quần đảo Mariana) là một phần trong phạm vi phân bố tự nhiên của C. burgessi, loài này đã tạp giao với nhiều cá thể lai trong khu vực. Những cá thể là "sản phẩm" của việc lai ngược dòng này thường xuất hiện một vệt đen lem nhem ở gần gáy. Và bởi vì những con lai này có khả năng sinh sản, chúng lại tiếp tục tạo ra các biến dị tổ hợp kiểu hình khác nhau (chủ yếu ở các vệt trên đầu).

## Thương mại
C. flavocoronatus được thu thập để xuất khẩu trong ngành kinh doanh cá cảnh. Loài này được bán với giá cao do khó khăn trong việc thu thập chúng từ vùng nước sâu.